# Sømandstøsen
Sømandstøsen (originaltitel: Skepp till Indialand) er en svensk dramafilm fra 1947 instrueret af Ingmar Bergman. Filmen har blandt andre Holger Löwenadler, Birger Malmsten og Gertrud Fridh i hovedrollerne. Den fik premiere i Sverige den 22. september 1947.
Filmen handler om den unge Johannes Blom, der arbejder på sin fars slæbebåd. En dag da faren vender tilbage fra en bytur, har han den unge Sally med sig, men da Johannes forelsker sig i hende, opstår der en strid mellem ham og hans far. Filmen udforsker adskillige temaer såsom konflikt mellem generationer, anstrengte forhold og søgen efter forløsning.

## Medvirkende
- Holger Löwenadler som Alexander Blom
- Anna Lindahl som Alice Blom
- Birger Malmsten som Johannes Blom
- Gertrud Fridh som Sally
- Naemi Briese som Selma
- Hjördis Petterson som Sofi
- Lasse Krantz som Hans
- Jan Molander som Bertil
- Erik Hell som Pekka
- Åke Fridell som varietédirektør
- Peter Lindgren som udenlandsk besætningsmedlem
- Ingrid Borthen som pige på gaden
- Gunnar Nielsen som mand på strand
- Amy Aaröe som pige på strand